# Будаков Віктор Вікторович
Будаков Віктор Вікторович (*1 червня 1940 р., с. Нижній Карабут Розсошанського району Воронезької області) — російський і український письменник, заслужений працівник культури Російської Федерації, лауреат Бунінської премії Спілки письменників Росії, поет і прозаїк.

## Біографія
В. В. Будаков походить з донсько-української козацької родини. «Два діда, дві моїх долі — живі дві свічки» — так В.Будаков сам охарактеризував свій родовід. Його дід по лінії батька — донський козак, дід по лінії матері — «Украйни син».
Після закінчення Ново-Калитвенської середньої школи навчався у Воронезькому педагогічному інституті. Здобувши вищу освіту, працював учителем літератури, історії, викладав російську та німецьку мови. У 60-80-і рр.. — на журналістській роботі: спочатку як співробітник воронезької газети «Молодий комунар», потім на посаді редактора Центрально-Чорноземного книжкового видавництва і газети для дітей та дорослих «БІМ». У 90-ті роки — керівник Центру духовного відродження Чорноземного краю, кілька років був директором Воронезького обласного літературного музею імені І. С. Нікітіна.
Віктор Будаков — ініціатор створення і редактор 30-итомної літературної серії «Отчий край». Він автор книг «Колодязь у білої дороги», «Дочекатися осені», «Мовчання», «Миронова гора», «Доля», «Батьківщині вклониться», «Довгі поля», «У слов'янських криниць» та ін. У цих збірниках ряд творів присвячені Україні та українцям.